# Јаблан
Јаблан (Populus nigra cv. italica) је дрво уско пирамидалне крошње, мушки култивар црне тополе (Populus nigra).
Јаблан расте до висине од 30 метара. Кора стабла је подужно испуцала, гране су танке, углавном приљубљене уз стабло и савијају се врховима ка њему. Листови су ситнији од листова типске црне тополе. На стаблима се налазе искључиво мушки цветови, са 15–25 прашника.
Користи се као украсна биљка дуж шеталишта, стаза, путева и паркова. Нашао је и примену у индустрији, нарочито у изради намештаја.